# Юргорден (хоккейный клуб)
«Юргорден» ИФ (швед. Djurgårdens IF) — шведская хоккейная команда из города Стокгольм. Выступает в Шведской элитной серии — высшем дивизионе чемпионата Швеции. 16-кратный чемпион Швеции (последний раз — в 2001 году), 12-кратные финалисты, 26-кратные финалисты.
Секция хоккея с шайбой создана в 1922 году и с тех пор играет в системе шведских лиг, за исключением четырёх лет в 1930-х годах, когда хоккейная секция была временно распущена.

## История
Djurgårdens IF основана 12 марта 1891 года в кафе по адресу Alberget 4A на острове Юргорден. Хоккей с шайбой появился в Швеции в 1921 году, а хоккейная секция клуба основана в 1922 году с помощью Вильгельма Арве. В том же году клуб принял участие в своем первом чемпионате Швеции, проиграв в полуфинале Хаммарбю.

## Достижения
- Чемпион Швеции 1926, 1950, 1954, 1955, 1958, 1959, 1960, 1961, 1962, 1963, 1983, 1989, 1990, 1991, 2000, 2001
- Обладатель Кубка Европейских Чемпионов 1991, 1992

## Ростер

### Капитаны
- Лейф Свенссон, 1975–1976
- Стиг Ларссон, 1976–1979
- Матс Уолтин, 1979–1982
- Хокан Эрикссон, 1982–1984
- Хокан Сёдергрен, 1984–1986
- Карл-Эрик Лилья, 1986–1988
- Томас Эрикссон, 1988–1993
- Чарльз Берглунд, 1993–1995
- Йенс Олинг, 1995–1996
- Патрик Чельберг, 1996–1998
- Никлас Фальк, 1998–1999
- Чарльз Берглунд, 1999–2001
- Никлас Фальк, 2001–2003
- Микаэль Йоханссон, 2003–2005
- Кристофер Оттоссон, 2005 г.
- Джимми Ольвестад, 2005–2009
- Маркус Рагнарссон, 2009–2010
- Никлас Фальк, 2010–2011
- Маркус Нильсон, 2011–2012
- Тимми Петтерссон, 2012–2014
- Йоаким Эрикссон, 2014–2015
- Хенрик Эрикссон, 2015–2016
- Калле Риддерволл, 2016–2018
- Андреас Энгквист, 2018–2019
- Джейкоб Джозефсон, 2019–2021
- Линус Виделл, 2021
- Маркус Сёренсен, 2021–2022
- Маркус Крюгер, 2022–